# Johann Karl Jakob Gerst
Johann Karl Jakob Gerst (* 22. Juli 1792 in Berlin; † 19. Januar 1854 ebenda) war ein deutscher Theatermaler. 
Gerst lernte ab 1808 vier Jahre Theatermalerei beim Opernmaler Bartolomea Verona in Berlin. Von 1812 bis 1814 leistete er Militärdienst. Auf Anraten von August Wilhelm Iffland, dem Schauspieler und Direktor am Nationaltheater, wandte er sich wieder der Kunst zu und arbeitete ab 1815 als Hilfsmaler für Veronas Nachfolger Prof. Burnrath in Berlin. Von 1818 bis zu seiner Pensionierung 1851 war er als Königlicher Dekorationsmaler fest angestellt und führte viele der berühmten Bühnenentwürfe von Karl Friedrich Schinkel aus. Zusammen mit Friedrich Wilhelm Köhler schuf er u. a. Bühnenbilder für die Berliner Euryanthe-Erstaufführung von Carl Maria von Weber im Jahr 1825. Er war auch als Lehrer für Architektur- und Landschaftsmalerei tätig. Zu seinen Schülern gehörten sein Schwiegersohn, der mit seiner Tochter Minna (1819–1891) verheiratete Carl Graeb, ferner Karl Eduard Biermann, Eduard Pape und Bernhard Fiedler. Als Freund von Regierungsbauinspektor Salomo Sachs, dekorierte er für dessen 50-jähriges Amtsjubiläum, am 9. Dezember 1842, den Festsaal. 
Für seine Verdienste wurde ihm der Rote Adlerorden erster Klasse verliehen.
Johann Karl Jakob Gerst war verheiratet mit Sophie, geborenen Schmidt.